# Вайгенцель
Вайгенцель (нім. Weihenzell) — громада в Німеччині, розташована в землі Баварія. Підпорядковується адміністративному округу Середня Франконія. Входить до складу району Ансбах. Центр об'єднання громад Вайгенцель.
Площа — 45,18 км2. Населення становить 2924 ос. (станом на 31 грудня 2020).

## Галерея

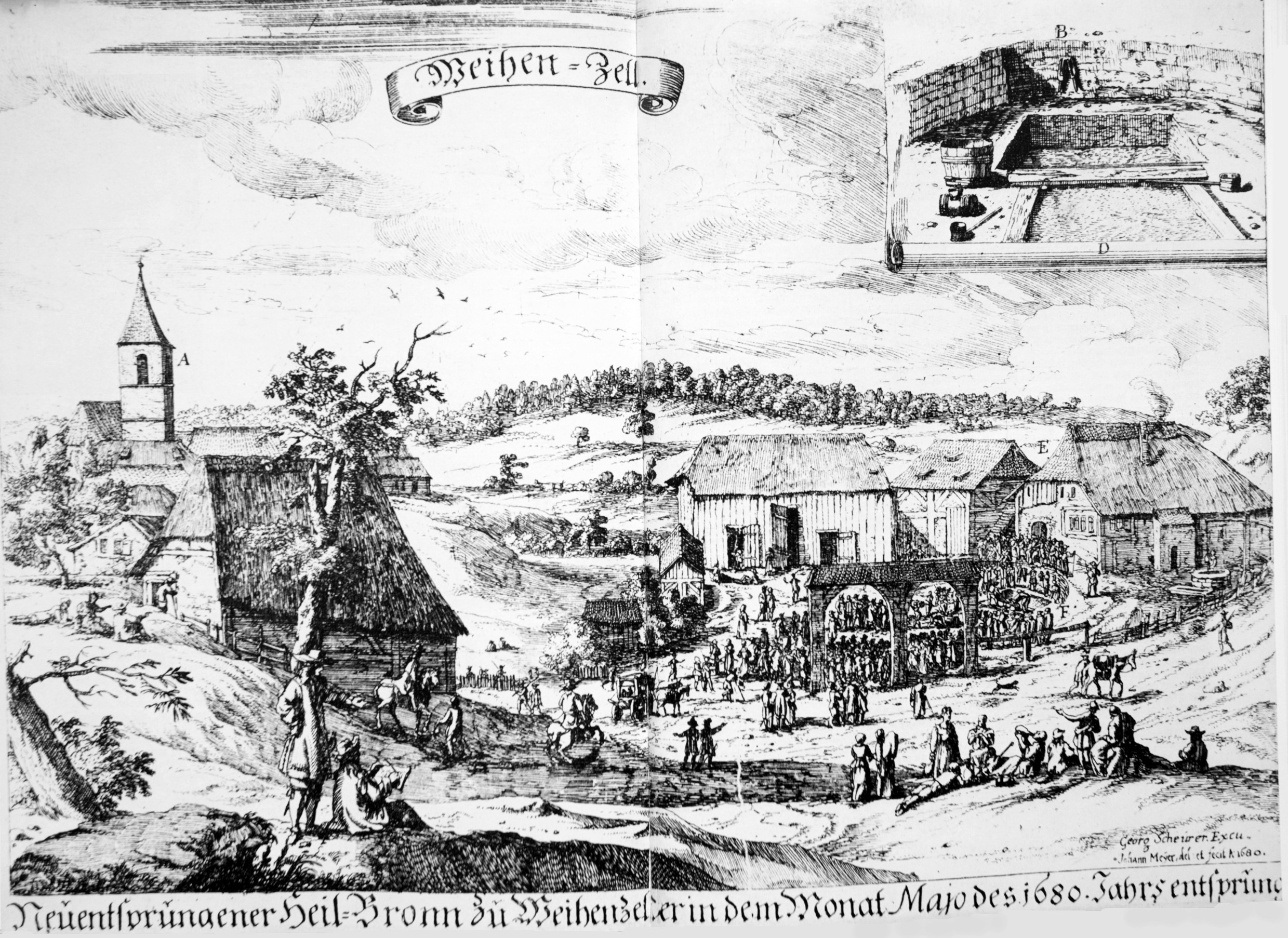
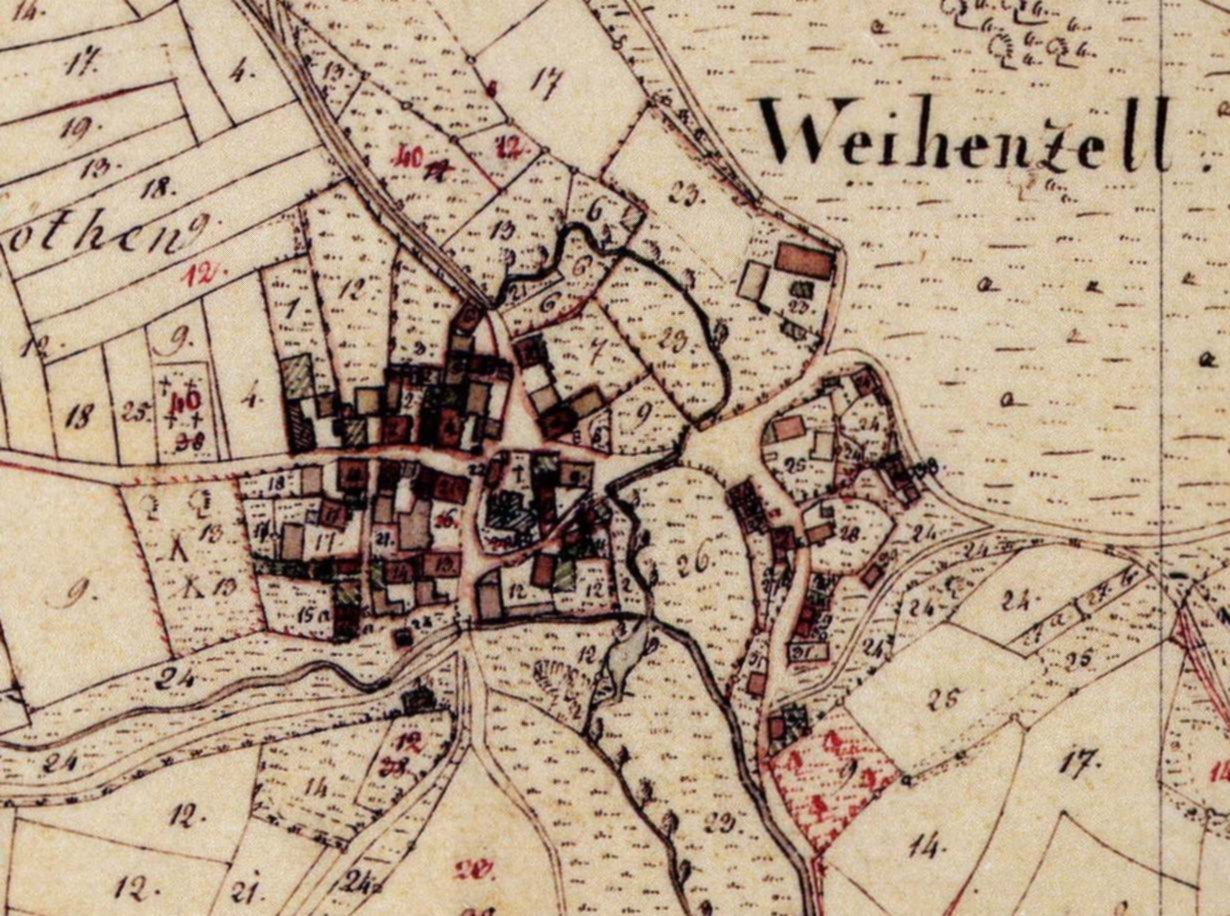